# Otradnajai járás

Az Otradnajai járás a Krasznodari határterületen

Az Otradnajai járás (oroszul Отрадненский муниципальный район) Oroszország egyik járása a Krasznodari határterületen. Székhelye Otradnaja.

## Népesség
- 1989-ben 63 803 lakosa volt.
- 2002-ben 66 734 lakosa volt, melyből 57 301 orosz (85,9%), 5 892 örmény (8,8%), 911 ukrán, 273 cigány, 213 fehérorosz, 170 grúz, 129 azeri, 128 német, 114 tatár, 104 adige, 102 görög, 47 török.
- 2010-ben 64 862 lakosa volt.

Az örmény lakosság százalékos aránya Otradnaja városában eléria a 17%-ot, míg Poputnaja városában a 10,1%-ot.